# Comuna Cervoni Partîzanî, Nosivka
Cervoni Partîzanî (în ucraineană Червоні Партизани) este o comună în raionul Nosivka, regiunea Cernihiv, Ucraina, formată din satele Cervoni Partîzanî (reședința), Doslidne, Kobîleșciîna, Korobciîne, Krînîțea, Stavok și Sulak.

## Demografie
Componența lingvistică a comunei Cervoni Partîzanî
     Ucraineană (98,83%)
     Alte limbi (1,16%)
Conform recensământului din 2001, majoritatea populației comunei Cervoni Partîzanî era vorbitoare de ucraineană (98,83%), existând în minoritate și vorbitori de alte limbi.